# マブソン青眼
マブソン 青眼（マブソン せいがん、アルファベット表記：Seegan Mabesoone、本名：ローラン・マブソン、仏: Laurent Mabesoone）は、フランス出身の俳人、エッセイスト、小説家、比較文学者、小林一茶研究家、大学講師。日本の長野県長野市在住。檻の俳句館（長野県上田市古安曽）館主。

## 略歴
1968年、フランス南部（南フランス）のタルヌ県生まれ、ノルマンディー育ち。パリ大学大学院日本文学研究科博士課程修了、早稲田大学大学院教育学研究科博士後期課程修了、博士（学術）の学位を取得、指導教授は堀切実。十文字学園女子大学、信州大学非常勤講師。専門は小林一茶研究、俳文学、比較文学。金子兜太主宰「海程」同人、「青眼句会」主宰、「俳句弾圧不忘の碑」建立事務局代表。
10歳の時、兄が読み聞かせてくれたというシャルル・ボードレールの『旅への誘い』をきっかけに、詩人になることを決心。16歳の時、日本への交換留学(AFS (交換留学))で来日。日本を選んだ理由について、父親がインドシナ戦争（カンボジア）へ出征したことを幼少の頃から知っていて、自分は父と違って戦争のためではなく、平和のために極東の国に住もうと決めていたと言う。留学先の栃木県立宇都宮高等学校の図書室で、松尾芭蕉俳句作品の英語訳と出会う。のちにパリ大学で日本文学を学び、20代後半から句作がフランス語から日本語に変わる。その後再来日し、1996年から長野市に居を構え、長野県庁の長野冬季オリンピック（1998年）国際交流員に就任。フランス語通訳・翻訳のほか、文化プログラム「長野オリンピック・俳句でおもてなし」の実施を担当する。その傍らで、信州の俳人・小林一茶の研究にあたり、のちに日本人女性と結婚。1998年に、白馬村の渡辺俊夫と共に長野日仏協会を創立（現在、同協会顧問）。このころ金子兜太と出会う。
平成12年度NHK「俳句王国」大賞受賞（「星飛んで土葬禁止の日本かな」）、2003年度第4回雪梁舎俳句大賞（宗左近俳句大賞）受賞（句集『空青すぎて』）、平成23年度・平成25年度NHK全国俳句大会ジュニアの部選者、第17回俳句甲子園審査委員長。2000年から俳句結社「海程」（金子兜太主宰）同人、金子兜太師没後は後継誌「海原」同人、2004年から「青眼句会」主宰。現代俳句協会会員、日本現代詩歌文学館評議員。
2006年11月、パリで開かれた第２回フランス語圏俳句フェスティバルに招かれ、そこで日本の句会の捌き方を説明した。その後、フランス語圏（パリ、リヨン、ブルッセル、ジュネーブ、モントリオール等）で様々な句会グループ（Kukaï de Paris, Kukaï de Lyon, Kukaï de Bruxelles等）が結成され、定期的に集まるようになった。
2011年の東日本大震災における福島第一原子力発電所事故に衝撃を受け、反原発・反戦運動に参加。2015年、フランスで起こったシャルリー・エブド襲撃事件を受け、武士や僧、天皇すら相手に批判を行った一茶の反骨精神に感心し、『反骨の俳人一茶』を上梓した。「脱原発アピール・黄色いリボン」（イエローリボン）の提案者。旧長野市立後町小学校樹木保存請求民事調停の申立人代表（2014年和解）。
2017年、金子兜太と窪島誠一郎と共に「昭和俳句弾圧事件記念碑の会」（「俳句弾圧不忘の碑」建立計画）の筆頭呼びかけ人となり、同会の事務局代表を務める。2018年2月25日、長野県上田市の無言館近くに建立された「俳句弾圧不忘の碑」（金子兜太揮毫）の除幕式を行った。同日、その横に「檻の俳句館」が開館され、同館の館主を務めている。

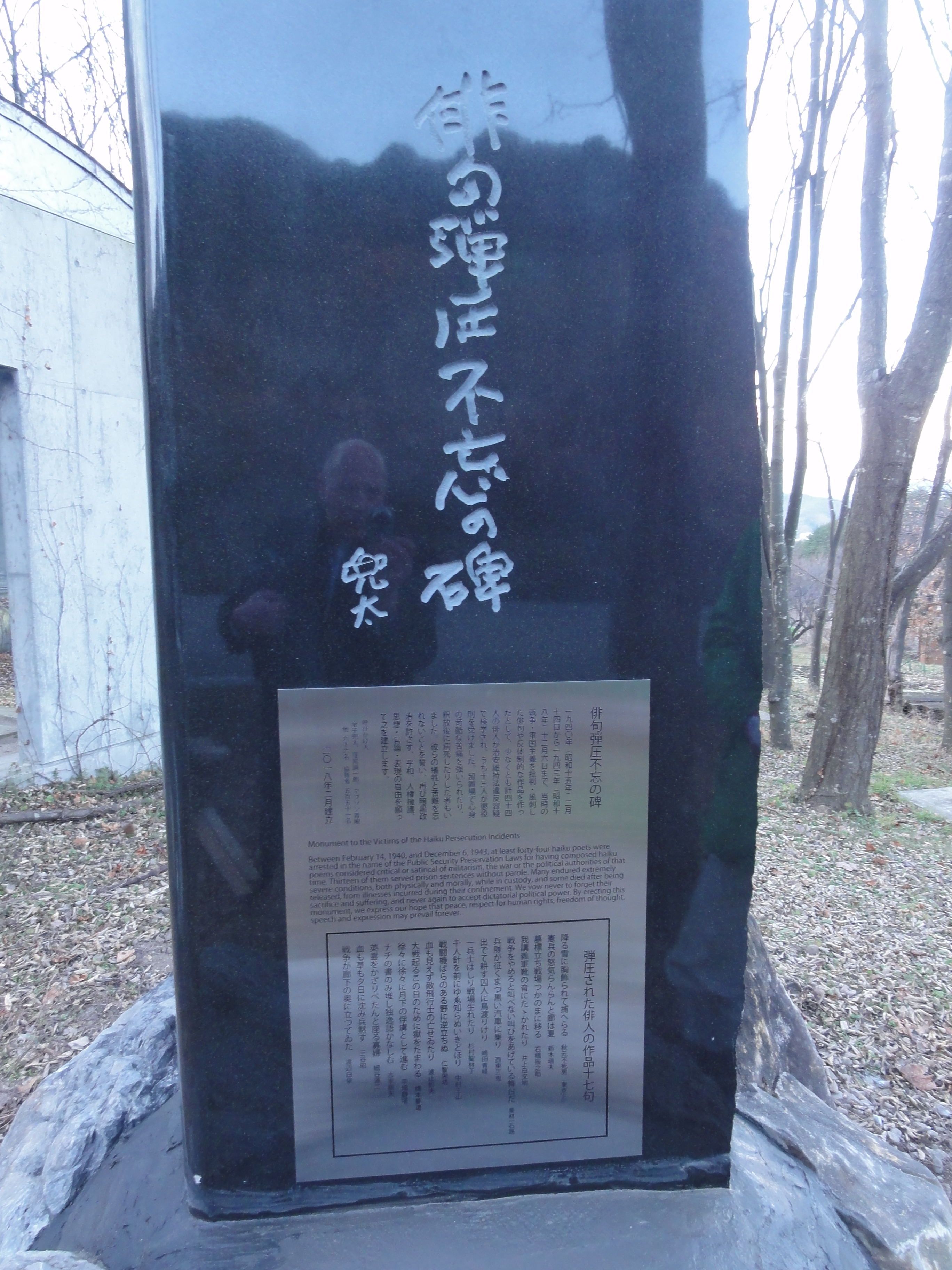
「俳句弾圧不忘の碑」（上田市「無言館」近く、金子兜太揮毫、筆頭呼びかけ人：金子兜太、窪島誠一郎、マブソン青眼）

2019年より、毎日俳句大賞・国際部の選者となる。2019年7月から2020年6月までの１年間、ポール・ゴーギャンやジャック・ブレルの終焉の地として知られている南太平洋の孤島、フランス領ポリネシア・マルキーズ諸島・ヒバオア島で一人で暮らす。そこで、『マルキーズ諸島百景』（日本語・南マルキーズ語・フランス語３カ国語版）と『遥かなるマルキーズ諸島』（句集と小説、日本語版とフランス語版）を執筆した。2020年3月、ヒバオア島でコロナ感染症に罹り、のちに後遺症に悩まされ、その心境を句集『妖精女王マブの洞窟』や小説'Ulysse Pacifique'で語った。2021年11月、第21回タヒチ・ブックフェアに招かれ、フランス領ポリネシアで初めての句会を開催し、第1回ポリネシア俳句大会（ポリネシア諸言語の部・フランス語の部）の審査委員長を務めた · 。
2023年3月、講演講師として北海道立文学館に招かれ「アイヌ語俳句」の創作を提唱し,、2023年6月に出版された第8句集『妖精女王マブの洞窟』のなかで自作のアイヌ語俳句やアイヌ語の単語を取り入れた連作（「五七三」の「無垢句」）を発表している。その後も五七三の韻律を用いて、とりわけ千曲川流域の縄文文化をテーマにした「無垢句」を発表しつづける,,, 。2024年、その第8句集『妖精女王マブの洞窟』により、第79回現代俳句協会賞を受賞,,,,。
2025年、論文「オントロジーとしての俳句　―　フィリップ・デスコーラの比較人類学論の視点から」において、現代人類学の方法を用いて「アニミズム俳句」を再定義し、金子兜太の「造形俳句論」の延長となる「オントロジー俳句論」を提唱した。その中で、日本の俳句を「アナロジズム俳句」「ナチュラリズム俳句」「トーテミズム俳句」「アニミズム俳句」の四種類に分け、（アニミズム俳句の「五七三」を含む）四つのリズムパターンと時間意識の分析を行なった。

## 作風
宗左近は「ヴェルレーヌと一茶を統合したような作品世界を、大変うまい、音の内容のいい日本語で書いている」と評している。田辺聖子は「もし一茶がワインなんか飲みつつ作句したら、こうもあろうかと思わせる」と書いている（『一茶とワイン』帯文）。俳文学者の堀切実は「マブソン青眼の新韻律について」という評論において、「俳句はアニミズムだという。（中略）金子兜太はこれを受け、「生き物感覚を磨く」ことが大切だと説いた。門下のマブソン青眼は西欧の一神教文化圏に育ちながら、師の遺志を継ぎ、さらに日本語の特質を体得し、共鳴するようになった」とする。
マルキーズ諸島で詠まれた句々については、堀田季何は「マブソン青眼の俳句こそが、兜太俳句の一つの跡継であり、兜太が夢見ていた俳句の一つの姿ではないかと思う（...）アニミズムを説いた兜太の志を十二分に実現させている」と評し、柳生正名は「人類が生きものとしての終末へと着々と歩みつつある―そうした現状を指す言葉に違いない。それを青眼は俳句という最短詩型の内に的確かつ真正直に、何よりも自由かつ天真爛漫に言い止めている。500句はすべて純粋な無季句として読むべきだと思う。それでこそ、兜太は「俳諧自由」を南洋で獲得したと確信し、その顰（ひそみ）に倣った青眼の思いを真正面から受け止めることができるに違いない」と述べている。
なお、日本経済新聞の書評によると、「マブソンは『俳句の本質は取り合わせ』だと強調する。取り合わせとは2つの語を結びつけることでイメージを喚起する俳句の手法のこと。伝統的なモチーフにとらわれず、新鮮な言葉の衝突によって新しい情緒を生み出そうとしている。季語を含まない句も多い」としている。
"俳句小説"『遥かなるマルキーズ諸島』について、読売新聞では「（あとがきで）「アニミズム的な作品」と語る通り、壮大な無季句、過去と現在を行きつ戻りつする物語には原始的な空気が漂う」と評し、俳句 (雑誌)では「『ポスト・コロナ／ポスト・コロニアルの突破口はアニミズムの再考にある』という確固たる思想を本作のうちに結実させる」としている。
2019年まで、ほぼ全句において頭韻法（句頭韻）を踏んでいる。2018年2月（金子兜太没）以降の句作は、師に倣って旧仮名遣いから新仮名遣いに変わり、その後、マルキーズ諸島の長期滞在を経て、無季俳句が多くなる。
2023年2月17日から、5音・7音・3音という新しい韻律（「五七三」または「無垢句」と呼ぶ）で作句するようになる。この新韻律の意義についてマブソンは「五七五の周期的な（輪廻転生の）リズムが五七三の螺旋的な（アニミズムの）時間意識に変わった」としている。この韻律を「新詩型」と呼んで、五十嵐秀彦は次のように述べている：「この画期的な俳句詩型の提示を行った『妖精女王マブの洞窟』が2024年の現代俳句協会賞を得たことは当然といえるだろう。（中略）句末の三音の魅力というのは多くの俳人が気づいてはいた。十七音の句であっても、切れを動かし三音を独立させて終るというレトリックはこれまでも意識的に行われている。彼は、それならば五七三という新しい定型でもいいのではないか、これまで謎だった三音の力を定型としてしまおうという思い切りは、明晰な思考力あってのことだろう。新詩形を作ると同時に、文明に穢されていない縄文という無垢な文化を詠うことで、ポリネシアから縄文、そしてアイヌモシㇼへと北上する文化圏の詩がここに誕生した」。
第10句集『ドリームタイム』（2025年）の最終章「人類が消えた後の地球」において、5/7/3の「無垢句」のなかでも、「現在形しかない、切字もない、人語の理屈もホモサピエンスのエゴもない“原初的な波動のオントロジー”による一物仕立ての無垢句」を「量子俳句」として発表している。この句集は、日本版とフランス版が東京とパリで同時出版され、素粒子の極小の世界に見立てながら、オーストラリアのアボリジニー族がドリームタイムと呼ぶ「原初の時間」をテーマにしている。

## 代表句
「星飛んで土葬禁止の日本かな」「汐引いてしばらく砂に春の月」（『空青すぎて』）、「牡蠣くへば鐘が鳴るなりノートルダム」「京の夜や鱚（キス）の字知りて鱚の味」（『天女節』）、「寒月下しんと紫紺のしなのかな」「浜辺行く鳥も女も裸足かな」「朝凪ぎてアラビア湾に鳩と君」（『アラビア夜話』）、「妊婦はや人魚のけはひ初日受く」「翼なき鳥にも似たる椿かな」「ああ地球から見た空は青かつた」（『渡り鳥日記』）、「西日さす分娩台や凜と生（あ）る」「父の掌は赤子の大地ちちろ啼く」（『恵壺』）、「花の上花散る吾児（あこ）よごめんなさい」「父子愛に半減期無し葡萄剥く」（『フクシマ以後』）、「人の子も仔猫も空間被曝かな」「放射状に爆発つづくさくらかな」（『反原発俳句三十人集』）、「立小便も虹となりけりマルキーズ」「家系図を読み上げるように波の輪唱（カノン）」「子は父を父は神父を神父は海を見る」「僕が僕に道を聞くなり銀河直下」「神を信じるしかない島よ崖しかない」「人魚に生（あ）れイルカに崩れたる雲よ」「無限大から無限大へカヌーかな」「浅間からポリネシアまで鰯雲」（『句集と小説　遥かなるマルキーズ諸島』）
以下、新韻律「五七三」：
「白雲（はくうん）より大鷺降りて無音」「天広く手のひら広くアイヌ」（『妖精女王マブの洞窟』）「火焔土器の千の手天へ聖夜」、「土偶を見る妻を見ている月夜」、「万の春瞬きもせず土偶」（『縄文大河』）、「もう地球にヒトいない露光る」「葉が落ちるまえ葉の影が落ちる」「雪ひとひら死ねばひとひら生まる」「枝の雪落ち別の枝揺らす」「雪一片ずつ松の青消える」 「０１０１０１の鳥語」（『ドリームタイム』）。

## 著書

### 研究書
（研究書・学術論文については、本名の「マブソン　ローラン」で刊行されている）
- 『詩としての俳諧、俳諧としての詩 ― 一茶・クローデル・国際ハイク』（博士学位論文の単行本化、永田書房、2005年、2005年度「日本比較文学会賞」候補）、ISBN 9784816107054 [57]（ポール・クローデル著『百扇帖』全訳所収）
- 『『おくのほそ道』解釈事典 － 諸説一覧』（共著、東京堂出版、2003年）, ISBN 9784490106251

主な学術論文
- 「『父の終焉日記』の文体にみる比喩表現」、俳文学会刊行『連歌俳諧研究』・100号・2001年2月
- 「ポール・クローデルの『百扇帖』 ─ 詩集の付合的な連関性を中心に」、岩波書店刊行『文学』・2002年1/2月
- 「『日本短詩集』における「水」のイメージ ― 日本民謡とヴェルレーヌ抒情詩による二重の影響ををめぐって」、日本比較文学会刊行『比較文学』47号・2005年3月
- 「一茶句の音調論 ─ フランス詩学の視点から」、ぺりかん社刊行『江戸文学』26号・2002年9月
- 「一茶句と近世民謡 ─ 一茶句碑の調査に基づいて」、ぺりかん社『近世文学研究の新展開』・2004年2月
- 「ポール・クローデルの『百扇帖』 ─ 冒頭二〇章の日本語訳、注釈、解説」、『早稲田大学大学院教育学研究科紀要』別冊10号―1・2002年9月
- 「『日本短詩集』（Petits Poèmes japonais）─ 出典研究、翻訳」、日本クローデル研究会刊行『L’oiseau Noir』12号・2003年4月
- Escale à Nuku Hiva dans le Kankai Ibun, Rouleau treize（『環海異聞』第十三巻・マルキーズ諸島碇泊 ー フランス語訳、解説、注釈）、Société des Études Océaniennes刊行『Bulletin de la Société des Études Océaniennes』355号（『オセアニア学会誌』、Tahiti）・2021年12月, ISSN 0373-8957
- 「オントロジーとしての俳句　―　フィリップ・デスコーラの比較人類学論の視点から」、 角川書店刊「俳句」 2025年4月号

### エッセー、小説
- 『一茶とワイン - ふらんす流俳諧の楽しみ』（「青眼句日記」、俳文小説「ノルマンディーの夏」所収、角川書店、2006年、再版2011年）, ISBN 9784046519887
- 『江戸のエコロジスト一茶』（角川書店、2010年）, ISBN 9784046212870[58]
- 『参月庵ニッポン日記』（本阿弥書店「俳壇」誌、2013/1～2014/12連載）
- 『遥かなるマルキーズ諸島』（長編小説、本阿弥書店「俳壇」誌、2021/7～2022/10連載）
- L'île-sirène (長編小説、フランス語), Éditions Haere Pō (Tahiti), 2021, ISBN 9791090158450
- Normandie, été 76 (長編小説、フランス語), Pippa Éditions (Paris), 2021, ISBN 9782376790532
- Ulysse Pacifique (長編小説、フランス語), AFAH (Paris), 2022, Lire le texte intégral（フランス俳文協会）
- 『句集と小説　遥かなるマルキーズ諸島』（本阿弥書店、2023年）, ISBN 9784776816287[59] · [39] · [60] · [61] · [43]

### 訳書
- 『一茶と句碑 Haïkus gravés dans la pierre － Inventaire des stèles poétiques dédiées à Kobayashi Issa』(一茶句碑の目録、仏訳、里文出版, 2003年), ISBN 9784898060384
- 『Journal des derniers jours de mon père』（一茶著『父の終焉日記』仏訳、Pippa Éditions, Paris, 2014）, ISBN 9782916506548
- 『反骨の俳人一茶 Haïkus satiriques de Kobayashi Issa』（一茶の反権力の風刺句、日仏二ヶ国語出版、解説付、Pippa Éditions, 2015）, ISBN 9782916506739
- 『一茶と猫 Haïkus sur les chats de Kobayashi Issa』（日仏二ヶ国語出版、解説付、Pippa Éditions, 2016）, ISBN 9782916506821
- 『日本レジスタンス俳句撰 HAÏKUS DE LA RÉSISTANCE JAPONAISE (1929-1945)』（日仏二ヶ国語出版、序文「弾圧された俳人の名誉回復と弾圧に協力した俳人の責任追及を」、Pippa Éditions, 2016）,ISBN 9782916506883
- 金子兜太著『あの夏、兵士だった私』（フランス語部分訳、序文、解説、４０句訳付）Tōta Kaneko, Cet été-là, j’étais soldat... - Mémoires de guerre d’un maître de haïku, suivi d’une sélection de quarante haïkus récents, traduction, notes et préface (Pippa Éditions, 2018) (ISBN 978-2-37679-010-5)[62]
- 細谷源二著『俳句事件』（フランス語訳、日本語原文覆刻、解説、注釈）Genji Hosoya, Criminel pour quelques haïkus... - Mémoires de prison d’un haïjin pacifiste (1941-1945), traduction, notes, présentation et transcription du texte original en japonais, édition bilingue français/japonais 二カ国語版(Pippa Éditions, 2022) (ISBN 978-2-37679-062-4)[63],[64],[65] · [66]
- 『一茶と犬 Haïkus sur les chiens de Kobayashi Issa』（日仏二ヶ国語出版、解説、画集付、Pippa Éditions, 2024）, ISBN 9782376790815
- Un chat au Japon – Haïkus de Kobayashi Issa (Beau-livre),  traduction, préface et notes, édition bilingue français/japonais （『日本の猫　―　小林一茶俳句撰』、フランス語訳、解説、注釈）二カ国語版、画集付, Éditions de la Martinière, Paris, 2023, ISBN 9791040114055[67], Lire la préface en ligne (出版社ＨＰより序文閲覧).
- Un jardin au Japon – Haïkus de Kobayashi Issa (Beau-livre),  traduction, préface et notes, édition bilingue français/japonais （『一茶の庭　―　小林一茶俳句撰』、フランス語訳、解説、注釈）二カ国語版、画集付, Éditions de la Martinière, Paris, 2024, ISBN 9791040119210, Lire la préface en ligne (出版社ＨＰより序文閲覧).
- Une femme au Japon – Haïkus de Kobayashi Issa (Beau-livre),  traduction, préface et notes, édition bilingue français/japonais （『一茶と女性　―　小林一茶俳句撰』、フランス語訳、解説、注釈）二カ国語版、画集付, Éditions de la Martinière, Paris, 2025, ISBN 9791040121589, Lire la préface en ligne (出版社ＨＰより序文閲覧)[68].

### 句集
- 『空青すぎて』（参月庵出版、2002年5月5日、第4回雪梁舎俳句大賞受賞）[69]
- 『天女節』（参月庵出版、2004年3月3日、俳人協会新人賞候補）[70]
- 『アラビア夜話』（参月庵出版、2005年9月11日、俳人協会新人賞候補）
- 『渡り鳥日記』（参月庵出版、2007年7月7日、CDROM付き、俳人協会新人賞候補）
- 『マルキーズ諸島百景 Haïkus aux Marquises  Haiku i te Fenua Ènata 』（日本語原文、南マルキーズ語・フランス語対訳付きの３ヶ国語編集、序文、翻訳、Pippa Editions, 2019年12月）,ISBN 9782376790372[71]
- 『遥かなるマルキーズ諸島』（2ヶ国語句集、日本語原文、フランス語対訳付き、参月庵出版、2021年1月1日）[72] · [73] · [74]
- 『句集と小説　遥かなるマルキーズ諸島  Te fenua vehine paaoa』（本阿弥書店、2023年2月20日、現代俳句協会賞候補）, ISBN 9784776816287[75] · [39] · [76] · [77]
- 『妖精女王マブの洞窟  Queen Mab's Cave』（本阿弥書店、2023年6月21日、第79回現代俳句協会賞受賞）, ISBN 9784776816461[78] · [79] · [80]
- 『縄文大河  Chuma nai』（本阿弥書店、2024年6月21日）, ISBN 9784776816799[81] · [50] · [82] · [83]
- 『ドリームタイム  Jukurrpa』（本阿弥書店、2025年6月21日）, ISBN 9784776817284

（上記の4句集は同じ出版社から、同じ装幀で出されている。『ドリームタイム』の「あとがき」によると、「海のアニマ」「空のアニマ」「石のアニマ」「火のアニマ」の「アニミズム俳句4部作」とみてもよいという）
- Le Temps du Rêve, Haïkus-Mukukus  （『ドリームタイム』フランス版、日仏両語併記）, édition bilingue français/japonais, Pippa Éditions (Paris), 2025年6月 ISBN 9782376790976 [84],[85].

編著（合同句集）に
- 『恵壺（エコ）』（青眼句会合同句集、参月庵出版、2009年）
- 『フクシマ以後 APRES FUKUSHIMA 』(参月庵出版、2011年9月11日)
- 『フクシマ以後 APRES FUKUSHIMA 』(Editions Golias、2012年3月),ISBN 9782354721473
- 『反原発俳句三十人集 TRENTE HAIJINS CONTRE LE NUCLEAIRE』（日仏2ヶ国語編集、序文、翻訳、Pippa Editions, 2015年）,ISBN 9782916506616

等がある。

## 出演番組
- ゆうがたGet!（テレビ信州）[要出典]